# 美济礁
美濟礁（直译：「恶作剧礁」，直译：「邦彥尼曼礁」，越南语：／，直译：「围巾环礁」），位于南海南沙群岛中部偏东，原是天然环礁，经中国填海而成人工岛，位於三角礁東南約18海里（33），仁爱礁西北约19海里（35），菲律宾巴拉望岛以西约130海里（240）。目前美济礁由中华人民共和国实际控制，行政上隸屬於海南省三沙市南沙区美济社区。越南、菲律宾及中華民國亦宣称对美济礁拥有主权。
美濟礁原本是一座椭圆型的珊瑚环礁。中华人民共和国自1995年起实际控制此礁，并於2015年开始在美济礁上进行大规模陆域吹填。2016年美济礁已建有一条长2,700米的飞机跑道，可以停降大型客機，另外还有让船舰郵輪等停泊的码头，东头也建有燈塔。填海後美济礁面积达5.52平方公里，成為南海諸島中面積最大的人工岛，与另两个同样经中国填海的永暑礁、渚碧礁合称「三大岛礁」（Big Three）。2020年起中国开始在美济礁推进完全军事基地化工程，部署雷达、反舰和防空导弹、战斗机和其他军事设施。

## 名称
美濟礁的英語名稱爲「Mischief Reef」，最有可能源自19世纪飞剪式帆船「恶作剧号」（Mischief）发现此礁並以其船隻命名，此船在19世纪中期经常往来中国和美国，时常途经南海区域。最迟在1861年的海图就已有此名，当时有两组礁石都以「恶作剧号」命名。
1935年，中华民国水陆地图审查委员会审定公布《中国南海各岛屿华英名对照表》，其中「N. Mischief」被翻译为「北惡礁」（即五方礁），「S. Mischief」被翻译为「南惡礁」。1939年，日本佔領南沙群島，把此礁命名爲「三门礁」，直到1945年日本投降為止。1947年10月，中华民国内政部公布《南海諸島新舊名稱對照表》，「Mischief Reef」更名爲「美濟礁」。
1983年4月，中华人民共和国中国地名委员会公布《我国南海诸岛部分标准地名》，沿用了「美济礁」的名称，旁注当地渔民习用名称「双门」或「双沙」。1987年广东省地名委员会编写的《南海诸岛地名资料汇编》称是因为此礁的南方和西南方分别有两个礁门，所以被中国渔民称为「双门」或「双沙」。
菲律宾方面称为「邦彥尼曼礁」，又译作「潘加尼班礁」、「庞阿尼班礁」等。越南则称为「围巾环礁」（越南语：／），或译作「围巾礁」。

## 歷史

### 发现
美济礁（Mischief Reef）最有可能是在19世纪中期，由经常往来南海区域的飞剪式帆船「恶作剧号」（Mischief）发现并以其船只命名。1861年的海图已有两组礁石以「恶作剧号」命名，即是北恶礁（五方礁）和南恶礁（美济礁）。
网络上常见一种说法，称英国船长亨利·斯普拉特利（Henry Spratly）于1791年发现此礁，他以其德国船员赫里伯特·米斯奇夫（Heribert Mischief）命名。例如中国社会科学院中国边疆研究所副所长李国强曾于2017年撰文引用这种说法，发表在中国社科院旗下的《中国近代史》英文刊。
不过，此说法遭到南海历史学者比尔·海顿（Bill Hayton）驳斥，他指出所谓的德国船员「赫里伯特·米斯奇夫」查无此人，相当可疑。此外英国船长「亨利·斯普拉特利」于1791年抵达南沙群岛（Spratly Islands）并命名的说法亦属错误，此船长本名为「理查德·斯普拉特利」（Richard Spratly），出生于1802年，根本不可能于1791年活动。

### 中華民國時期
1935年，中華民國將其命名為南惡礁。
1939年，大日本帝国占领南海諸岛，将其命名为新南群岛，并发布昭和14年（1939年）台湾总督府令第31号，将其编入台湾总督府下的高雄州高雄市。
1947年，中華民國將其命名為美濟礁。

### 中華人民共和國時期

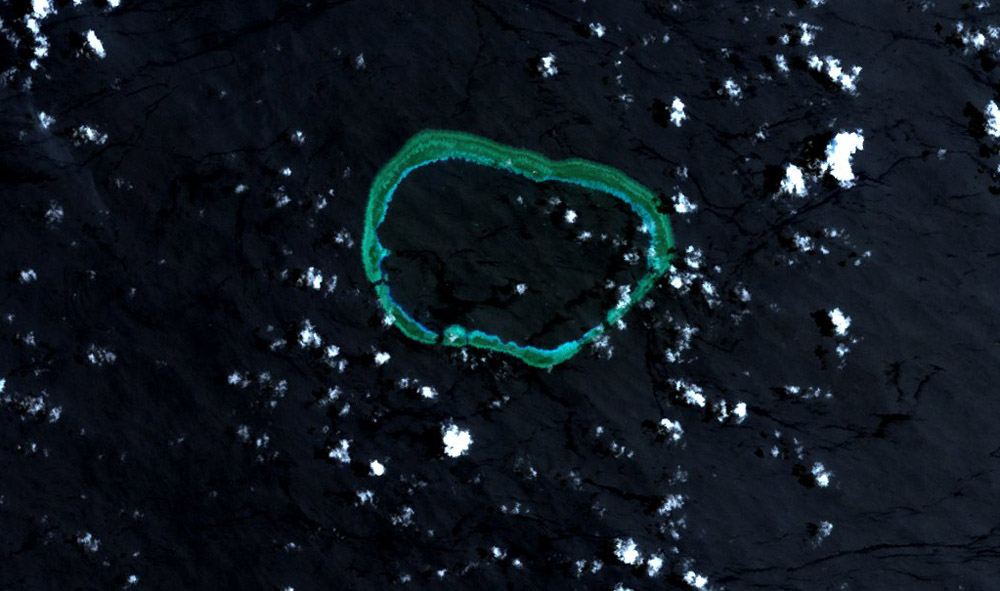
2001年的美济礁卫星图，此时尚未填海造陆。

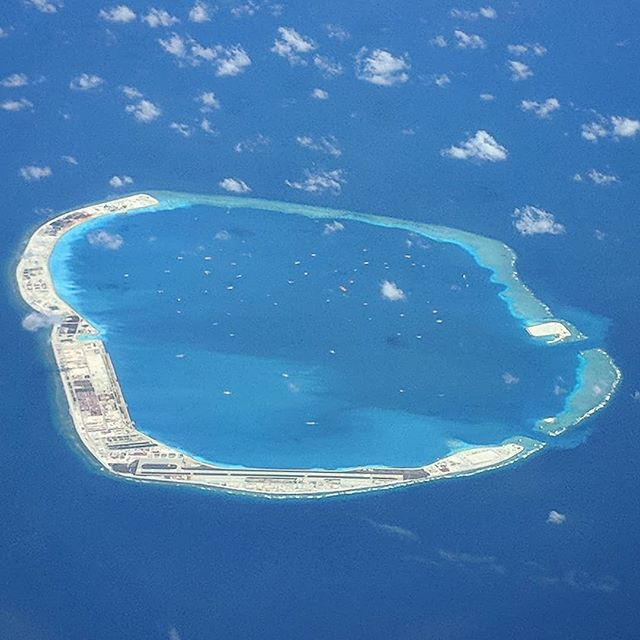
2018年的美济礁卫星图，此时已被大规模填海。

1951年9月8日，日本在旧金山和约第二条中放弃对南沙群岛和西沙群岛的一切权利、所有权和主张。
1983年，中華人民共和國公佈其命名為美濟礁。
1987年，中国派遣南沙综合科考队对南沙群岛进行综合调查，登陆了包括美济礁在内的10座礁。
1994年和1995年，中国开始在该地区建造高跷建筑，遭到菲律宾政府抗议。但中国政府拒绝了这一抗议，并表示这些建筑物仅仅是渔民庇护所。1999年，中国在美济礁增建更多建筑，马尼拉又掀起了另一波抗议浪潮。
1994年8月初，中国农业部南海区渔政局局长刘国钧奉命亲自负责，与有关部门船只一起执行建设美济礁渔船避风设施任务。1994年12月18日十几条中国公务船组成的编队从广州启航，渔政31号为指挥船，编队指挥员为渔政总队政委陈为春，12月29日凌晨抵达南沙美济礁。1995年1月17日上午，一艘菲律宾渔船驶入美济礁澙湖发现了中国的施工船队。1995年2月2日，菲律宾派出一艘巡逻舰和一架机号为“CSZ11”的OV-10野马侦察机抵近美济礁海域。此后随着局势紧张，渔政船奉命留下坚持守礁75天。1995年，中國國家海洋局組織有關部門專家，派向陽紅14號考察船赴美濟礁附近考察，後南海漁政部門進駐該島管理。1995年5月13日，菲律宾政府组织了38名本国与外国记者，分别用船只和直升飞机载运到美济礁进行采访，被中国渔政船和守礁人员拦截。1998年下半年到1999年初中国在美济礁修建了4座钢筋混凝土结构的3层建筑。对此，菲律宾指责中国扩大美济礁上的“军事建筑”。1999年，南海渔政局、南海水产研究所和海南省渔业公司临高分公司合作在美济礁礁湖进行养殖高档鱼类试验，并取得了阶段性成果，但2000年却因资金问题被迫停了下来。
2007年7月4日，南沙美济礁生产性养殖项目的民营的9条作业船（2条补给船、2条钓业船、3条灯围船、2条拖网船）、85人组成的船队抵达。投放红鱼、长鱼、七星鱼、东兴斑、军曹鱼等名贵鱼种30万尾鱼苗。用南沙当地捕捞的新鲜杂鱼（小墨鱼、小炮弹鱼等）做饲料，美济礁养殖的鱼类要比海南岛近岸养殖的生长速度快30%左右。 2007年11月21日凌晨4时，强热带风暴“海贝思”袭击美济礁，礁内养殖试验渔排上的7名渔工和琼泽渔820船上5名渔民落海。黄东东、林绍明和林圣平等3名紧抱飘浮物、坚持七天的渔工被外国货船救起；其它9人失踪遇难。在美济礁的第一次生产性渔业养殖全军覆没。2008年10月27日，第二次美济礁内渔业养殖的六条船、36人组成的船队抵达。建起了能抗击九级风力的圆形网箱。2009年2月初，农业部渔业局批准在美济礁为遇难渔民立碑——“中国南沙美济礁养殖遇难者纪念碑”，高1.6米、宽0.6米石碑背面文字：“公元2007年11月21日，来美济礁养殖的中国九位公民在此遭遇百年不遇的大台风不幸遇难。他们的名字是：王国雄、王高明、邱小亮、桂良明、王国永、黄永进，陈金龙、陈明发、林韶剧”。2009年3月2日开始建碑，2009年5月30日落成。
2012年12月5日，“三沙市南沙区美济村村委会”揭牌成立，全村现有渔民53人，村委会和12名守护网箱的渔民现住在千吨级渔业养殖生活船“琼富华渔01号”，余下的人住在两艘灯光捕捞船上。2013年2日18日，美济礁守礁人员由渔政部門轉為隸屬中国人民解放军。同时，守礁船只刷新部队番号。
2015年1月，商用高分辨率地图网站DigitalGlobe于25日更新的卫星图照片显示中华人民共和国开始填海造陆工程。美济礁計畫改造為陸地包圍著中間的海灣，考慮到生態保育與發展需要，初期實建面積大約控制在佔整個礁盤的一半後暫緩，於是2015年6月10日宣布該島吹填工程停工。填海后美濟礁人工岛的陆地面积达5.52平方公里，取代西沙群島永興島，成為南海諸島和南沙群島面積最大的岛屿。

## 地理

### 地质
美济礁位于南沙群岛中部偏东，在北纬9°57′、东经115°44′，位於三角礁東南約18海里，仁爱礁西北约18海里。西北方向距渚碧礁约200千米，西距赤瓜礁约150千米，距永暑礁约300千米，位于菲律宾巴拉望岛西北方向约120海里（约230公里）。
美济礁是一個橢圓形珊瑚环礁，頂部全由活體珊瑚構成，東西約9公里，南北約6公里，總面積約46平方公里。四周礁石在漲潮時會沒入水中，退潮時露出水面1.83米，礁盤以外約1公里處，水深可達1千米以上。環礁內潟湖面積約36平方公里，水深20米～30米，海底豐富，水質清澈。南部和西南部有三個礁門，南部的东水道较狭窄，宽约18米；南門西水道寬37米，長275米，水深18米以上，大型船隻可以在漲潮時通過該口進入潟湖，為一天然避風良港。

### 气候
美济礁属热带海洋性季风气候，全年为夏季天气，但由于海洋的调节，少有酷暑。每年10月至次年3月为东北季风盛行期，5月至9月为西南季风盛行期。年平均雨量丰富，但分为旱季和雨季，每年12月至次年5月为少雨期，6月至11月为多雨期。气温常年在27度左右，温差仅2摄氏度。
美济礁平均每年发生台风6～7次，最多达10余次，其中70%来源于西太平洋，30%来源于南海本身，台风旺季为每年7～10月。2007年11月21日凌晨4时出现强热带风暴“海贝思”袭击美济礁。风力12级，最大风速16级的风暴，浪高21米，造成美濟礁内多人失蹤遇難。

### 资源
- 水资源

美济礁無地下淡水，須靠船艦運補。
- 渔业资源

美济环礁是南海重要的渔业基地之一，有珊瑚礁鱼类代表的苏眉鱼和过洋性鱼类代表的金枪鱼等200余种鱼类。2007年，中國農業部南海區漁政局組織南沙漁民在此開展了生產性網箱養殖項目。2015年1月14日至3月21日，中国水产科学研究院赴美济礁进行了为期67天的海洋考察，并建设海洋气象定时观测站一个。

## 島上狀況

### 人口
美济村全村現有漁民53人，2012年12月5日正式成立，是中国最年轻的行政村。第一任村长为林载亮，并兼任美济社区第一任书记。美济礁守备队副礁长为孙龙飞。美济村的村民中，既有来自海南岛的渔民，也有来自福建平潭的渔民。

### 交通
- 机场

美济礁机场有一条2700米、方向為03/21的跑道。2016年7月13日8时30分中国政府征用中国南方航空空中客车A320从海口美兰国际机场起飞，经过近2个小时的飞行，于10时29分在美济島新建机场着陆并于当日下午返回海口。
- 码头

美济島建有簡易運輸補給的碼頭。

### 建筑
美济島南北各有一座鋼筋混凝土建築物。
- 美濟島燈塔

2016年7月，60多米高的大型多功能燈塔主体工程基本完成，即將投入使用，是南沙诸多岛礁上最高的建筑。美济島灯塔装配大型旋转灯器，采用北斗遥测遥控终端进行远程监控；灯塔配套建设有船舶自动识别系统和甚高频基站，可以为过往船舶提供定位参考、航路指引、航行安全信息等导航助航服务。灯塔夜间发白光，灯光射程20多海里。

### 通訊
行動電話通訊方面，2010年4月28日，中国移动通信开始在南沙群岛建设移动通信基站。2010年5月20日，永暑島基站开通。随后，华阳礁、东门礁、美济I号礁、渚碧礁、南薰礁、赤瓜礁、美济II号礁基站陆续开通。2011年3月31日，南沙七礁八点280平方公里的海域实现全覆盖，现今中国三大主流通信运营商的手机讯号均已覆盖。

### 科学研究
中科院岛礁综合研究中心于2018年12月31日在美济礁正式启用。该中心为长期开展热带海洋环境下的深海生态、地质环境等现场原位观测研究提供了必要的试验基地。该中心始建于2008年，前身是中科院设立在永暑礁附近海域的海洋观测站。

## 争议
中华人民共和国、中華民國、越南、菲律宾均宣稱對美济礁擁有主權。而依照聯合國海洋法公約第121條之相關規定，島嶼之定義為「岛屿是四面环水并在高潮时高于水面的自然形成的陆地区域」，然美濟礁本身為退潮時才露出水面之暗礁，因此乃是任何國家皆不可認定為領土之地區，連帶相關衍生出的領海範圍與經濟海域之認定也同樣無效。中華人民共和國與菲律賓皆已簽屬此一公約。
菲律宾在认为美济礁等属于低潮高地，是该国专属经济区和大陆架的一部分。2015年4月，菲律宾国防部发言人牙维斯在访问中说：“中国在美济礁的填海造陆活动不但威胁菲律宾的国家安全，还影响菲律宾的经济”。2015年10月27日，美國海軍拉森號驅逐艦駛入美濟礁12浬以內海域，引发中国批评。2016年1月《菲律宾星报》报道称，美济礁距菲律宾巴拉望岛只有100多海里，而中国正在美济礁建设潜艇停靠港。
由海牙常设仲裁法院提供场地和秘书服务的临时仲裁庭在2016年仲裁，美济礁在《海洋法公约》（中华人民共和国、菲律宾和越南均已签署该公约）的意义上属于菲律宾的专属经济区。此外，该珊瑚礁不是“岛屿”而是“岩石”，因此尽管该礁石有领海，但它并没有自己的专属经济区。根据该仲裁，中华人民共和国对所谓的“九段线”内的权利主张不存在历史权利。因此，该环礁在行政上属于菲律宾巴拉望省卡拉延市的一部分。但中华人民共和国不“接受或承认”这一仲裁。
2017年5月25日，美国“杜威”号导弹驱逐舰侵入美济礁12海里内，中国海军“柳州号”导弹护卫舰、“泸州”号导弹护卫舰对美舰予以警告驱离。
2017年8月10日，美國“麥凱恩號”驅逐艦侵入美濟礁不到6浬處，進行「航行自由行動」，引發中國不滿。

## 外部連結
- 在GOOGLEMAP上查看美濟礁的位置
- 90年代中國收復南沙美濟礁全記錄 （页面存档备份，存于）
- 美济礁大型跑道客機試飛 （页面存档备份，存于）
- 聯合國海洋法公約首页 （页面存档备份，存于）（（英文）聯合國海洋法公約本文 （页面存档备份，存于）、（中文）聯合國海洋法公約本文 （页面存档备份，存于））